# Rijsdam
Rijsdam is een gehucht in de gemeente Westerwolde in de provincie Groningen. Het ligt iets ten noorden van de hoofdplaats van de gemeente Sellingen.
Het gehucht is genoemd naar een dam van rijshout, gebouwd in de Ruiten-Aa, daar waar de Nieuwe Ruiten-Aa in de Ruiten-Aa uitmondt. Het besluit daartoe werd al in 1631 door de Staten van Stad en Lande genomen om het water in het Bourtangermoeras op te stuwen. De dam had daardoor strategische waarde bij de verdediging van de oostgrens. De dam werd door Carl von Rabenhaupt waarschijnlijk in het rampjaar 1672 feitelijk aangelegd. Het water werd naar het gebied rond Bourtange geleid door het Sellingerdiep, later Moddermansdiep genoemd. Het moeras werd daardoor nog slechter toegankelijk, zodat het ook moeilijker werd Groningen binnen te trekken. De dam werd pas in 1908 opgeruimd.
Dorpen: Barnflair · Bellingwolde · Blijham · Bourtange · Jipsingboertange · Oudeschans · Over de Dijk · Sellingen · Ter Apel · Ter Apelkanaal · Veelerveen · Vlagtwedde · Vriescheloo · Wedde · Wedderheide · Zandberg (deels)

Buurtschappen: Agodorp · Borgertange · Borgerveld · Bovenstreek · De Bouwte · De Bruil · De Bult · Den Ham · De Heemen · De Lethe · De Maten · De Oerde · De Straat (Engelkes) · Draaijerij · Ellersinghuizen · Hanetange · Harpel · Hoorn · Hoornderveen · Jipsingboermussel · Jipsinghuizen · Kielhuppen · Klein-Ulsda · Klontjebuurt · Koudehoek · Lammerweg · Laude · Lauderbeetse · Lauderzwarteveen · Laudermarke · Leemdobben · Lieskemeer · Loosterheide · Lutje Ham · Lutjeloo · Morige · Munnekemoer · Nienoordstreekje · Oosteinde · Overdiep · Pallert · Plaggenborg · Poldert · Renneborg · Rhederbrug · Rhederveld · Rijsdam · Roelage · 't Schot · Sellingerbeetse · Sellingerzwarteveen · Slegge · Stakenborg · Stobben · Ter Borg · Ter Haar · Ter Walslage · Ter Wisch · Tjabbesstreek · Veele · Veendijk · Veerste Veldhuis · Verbindingsweg · Vlagtwedder-Veldhuis · Vogelzang · Voorwold · Wedderbergen · Wedderveer · Weende · Weite · Wessingtange · Westeind · De Westert · Winschoterhogebrug (deels) · Winschoterzijl (deels) · Wollingboermarke · Wollinghuizen · Zuidveld · Zandstroom

Groningen: Steden en dorpen      Nederland: Provincies · Gemeenten